# Redento Baranzano
Padre Redento Baranzano, nacido Giovanni Antonio Baranzano (4 de febrero de 1590 - 23 de diciembre de 1622) fue un sacerdote, astrónomo y escritor barnabita italiano. Es conocido por su obra Uranoscopia (1617), que apoyaba el sistema planetario copernicano centrado en el sol, y la Iglesia le obligó a retractarse de su publicación.
Baranzano nació en Serravalle Sesia en Piamonte (Italia) , entonces perteneciente al ducado de Milán, y estudió en Crevalcore, Vercelli, Novara, y Milán. El 11 de marzo de 1609 se convirtió en barnabita, tomando el nombre de Redento. Su educación en Monza fue en religión, filosofía, latín, griego, hebreo y caldeo. Durante el primer período de la Reforma Protestante, se crearon nuevas órdenes religiosas y las ideas se expandieron en Europa. En 1614 los barnabitas llegaron a Annecy, hoy en Francia y entonces perteneciente al ducado de Saboya. Baranzano se traslada allí un año después y comienza a enseñar en el Collège Chappuisien. Annecy, estando cerca de Ginebra, se había convertido en un centro de la Contrerreforma desde 1535 cuando el obispado de Ginebra se traslada a la ciudad. Durante su estancia en Annecy, Baranzano se opuso al Calvinismo y comenzó a examinar de manera crítica las convenciones científicas de su época. Fue amigo de Galileo Galilei y de Francis Bacon, siendo Baranzano la primera persona con quien Bacon discutió sobre su obra Novum Organum.  
Baranzano participó en la Revolución Copernicana, siendo conocido por su tratado de astronomía Uranoscopia seu De coelo, donde aceptaba la visión heliocéntrica y se oponía a las ideas de Aristóteles. Esta obra fue iniciada en 1617 y publicada en Lyon por Jean Pillehotte en 1619. En consecuencia, el arzobispo de Milán Federico Borromeo convocó a Baranzano para que se retractase de sus ideas y Baranzano publicó sus correcciones en el artículo Nova de motu terrae Copernican iuxta Summi Pontificis mentem disputatio (1618). En 1619, Baranzano publicó un artículo sobre física Novae opiniones physicae. En 1620 se trasladó a Francia, para ejercer como profesor en Montargis, donde murió dos años después.